# Helga Michie
Helga Michie (* 1. November 1921 in Wien als Helga Aichinger, geschieden Helga Singer; † 27. September 2018 in London) war eine österreichisch-britische bildende Künstlerin und Schriftstellerin.

## Leben
Michie wuchs mit ihrer Zwillingsschwester Ilse Aichinger in Wien und Linz auf. Der „Anschluss“ Österreichs bedeutete für die Familie Verfolgung und Lebensgefahr. Helga konnte am 4. Juli 1939 mit einem Kindertransport nach Großbritannien flüchten, der Rest der Familie aber nicht mehr nachkommen, da inzwischen der Krieg begonnen hatte. In London wurde sie Mitglied des Austrian Center und stand in engem Kontakt mit H. G. Adler, Franz Baermann Steiner Elias und Veza Canetti, Erich Fried, Anna Mahler, Hilde Spiel und Robert Neumann. 1951 wohnte Ingeborg Bachmann bei ihr. In den späten 1950er Jahren war sie kurz mit dem britischen KI-Forscher Donald Michie verheiratet.
Gemeinsam mit dem befreundeten Autor Michael Hamburger übersetzte sie sein Gedicht „Erinnerung“ aus dem Band „Zwischen den Sprachen“. Mit Erich Fried arbeitete sie nach dem Krieg in Fritz Lampls „Bimini Ltd. Glaswerkstätte“ (London), in der sie einzeln benannte Keramikknöpfe herstellten. Neben ihren vielen verschiedenen kleineren Arbeiten spielte sie in kleinen Rollen in den Filmen Der dritte Mann und Odette mit.
Das grafische Werk Michies wurde im Rahmen von Einzelausstellungen in München-Bogenhausen (1986) und in Leeds (1971) präsentiert.
Helga Michies Tochter ist die britische Künstlerin Ruth Rix.

## Publikationen
- „Abhang“. In: Literatur und Kritik, Nr. 128, Otto Müller-Verlag, Salzburg 1978.
- Concord. Gedichte und Bilder. Ed. Korrespondenzen, F. Hammerbacher, Wien 2006, ISBN 3-902113-47-2.
- Helga Michie. I Am Beginning to Want What I Am. Werke / Works 1965–1995, hrsg. v. Christine Ivanovic, Schlebrügge.Editor, Wien 2018, ISBN 978-3-903172-00-5.
- Telefongespräch mit Helga Michie (mit Richard Reichensperger). In: Wolfgang Benz (Hrsg.): Die Kindertransporte 1938/39. Rettung und Integration. Fischer-Taschenbuch-Verlag, Frankfurt am Main 2003, S. 206–209 (auf Seite 250 eine Kurzbiografie).